# Martín García Cereceda
Martín García Cereceda (fl. 1521-1545) fue un soldado y cronista español. Militó durante veintitrés años en los ejércitos de Carlos I de España y V del Sacro Imperio Romano Germánico, que recogió en una obra memorial no publicada hasta 1873.

## Biografía
Nacido en Córdoba, persiguió la vida militar, que él describe como "con alegres e dispuestas ganas salí de mi tierra, y poniéndome en la vía me paresció venir a probar el peligro que infinito número de caballeros e hijosdalgo e nobles soldados han probado". En 1521 sentó plaza como arcabucero y hasta 1545 formó parte primero de las coronelías y luego de los tercios de Carlos V, interviniendo en multitud de sus campañas. Entre ellas participó destacadamente en la batalla de Pavía de 1525, donde fue parte de la compañía de Francisco de Villaturiel. También estuvo presente en la muerte de Garcilaso de la Vega en el asedio de Le Muy en 1536.
En algún año al cabo de su retiro en 1545 escribió su obra, Tratado de las campañas y otros acontecimientos del emperador Carlos V desde 1521 a 1545, por Martín García Cereceda, cordovés, soldado de aquellos ejércitos, que dedicó a Gonzalo Fernández de Córdoba, nieto del Gran Capitán. La obra, que le sitúa en la tradición de soldados-escritores españoles del siglo XVI, permanecería inédita hasta el XIX, cuando fue publicada por Ariba en 1873. Está considerada una crónica notablemente minuciosa e imparcial.